# 廷德加嶺
72°31′S 2°54′W / 72.517°S 2.900°W
廷德加嶺是南極洲的山嶺，位於東部南極洲的毛德皇后地，屬於博格地塊的東北端，處於于茨泰努特峰西南面，由挪威製圖師根據測量和空中照片繪入地圖。